# Стівен Стрейт
Стівен Стрейт (англ. Steven Strait; нар. 23 березня 1986, Гринвіч-Віллидж, Нью-Йорк, США) — американський актор, модель та співак.

## Біографія
Стівен Стрейт народився і виріс у Гринвіч-Віллидж, Нью-Йорк, у сім'ї Жан та Річарда Стрейт, по батьках актор має наполовину італійське, а наполовину голландське походження. Навчався у школі «Village Community School» а також у студії акторської майстерності Стелли Адлер. З десятирічного віку почав працювати як фотомодель. Вперше знявся в кіно у 2001 році в епізоді серіалу «Третя зміна». у 2005 році знявся у фільмах «Вищий пілотаж» та «Нерозкритий». У 2006 отримав роль у фільмі «Угода з дияволом», а у 2008 зіграв головну роль у фільмі «10 тисяч років до нашої ери». З 2015 року грає одну з головних ролей американського науково-фантастичного серіалу «Простір».

## Особисте життя
З 23 грудня 2007 року був одружений з акторкою Лінн Коллінз, пара розлучилася у 2013-му.

## Фільмографія
| Рік       | Назва                                    | Оригінальна назва        | Роль                         |
| --------- | ---------------------------------------- | ------------------------ | ---------------------------- |
| 2001      | Третя зміна                              | Third Watch              | Боббі                        |
| 2005      | Вищий пілотаж                            | Sky High                 | Війна Мир                    |
| 2005      | Нерозкритий                              | Undiscovered             | Люк Фелкон                   |
| 2006      | Угода з дияволом                         | The Covenant             | Кейлеб Денверс               |
| 2008      | 10 000 років до н. е.                    | 10,000 BC                | Д'лех                        |
| 2008      | Війна з примусу                          | Stop-Loss                | Мітчел колсон                |
| 2009      | Сіті-Айленд                              | City Island              | Тоні Нарделла                |
| 2010      | Гарвардська Медична Школа: Білих Халатів | H.M.S.: White Coat       | Джонатан Девід               |
| 2010      | Погоня (серіал)                          | Chase                    | Джексон Лері / Джексон Купер |
| 2012      | Після                                    | After                    | Фредді                       |
| 2012-2013 | Магічне місто                            | Magic City               | Стіві Еванс                  |
| 2013      | Сон з рибами                             | Sleeping with the Fishes | Домінік Сибастіан            |
| 2016      | Гарячий                                  | Hot                      | Джонс                        |
| 2019      | Як живий                                 | Life Like                | Генрі                        |
| 2015-2022 | Простір                                  | The Expanse              | Джеймс «Джим» Голден         |